# Biotoecus
Biotoecus es un pequeño género de peces de la familia Cichlidae con solo 2 especies originarias de Sudamérica.

## Especies
- Biotoecus dicentrarchus
- Biotoecus opercularis